# Římskokatolická farnost Žebrák
Římskokatolická farnost Žebrák je jedno z územních společenství římských katolíků v berounském vikariátu s farním kostelem sv. Vavřince.

## Kostely farnosti
| Kostel                            | Místo      | Bohoslužba                                                                                |
| --------------------------------- | ---------- | ----------------------------------------------------------------------------------------- |
| sv. Mikuláše                      | Borek      | so 17.00, 2. sobota v měsíci, kromě srpna                                                 |
| Panny Marie Sněžné                | Suchomasty |                                                                                           |
| sv. Martina                       | Cerhovice  | ne 09.30, út 15.00                                                                        |
| Nejsvětějšího Srdce Ježíšova      | Újezd      | pá 15.00 pouze 1. pátek v měsíci                                                          |
| sv. Petra a Pavla                 | Neumětely  | so 15.00 kromě srpna                                                                      |
| sv. Jiří                          | Tmaň       | so 17.00 4. sobota v měsíci, kromě srpna                                                  |
| Panny Marie Bolestné              | Tmaň       |                                                                                           |
| Narození sv. Jana Křtitele, Velíz | Kublov     | so 17.00 pouze 1. a 3. sobota v měsíci, kromě srpna                                       |
| Narození Panny Marie              | Zdice      | ne 08.00 kromě srpna ne 15.00 pouze v srpnu út 16.30 v zimním čase út 17.30 v letním čase |
| sv. Vavřince                      | Žebrák     | ne 11.00 kromě srpna ne 16.00 pouze v srpnu st pá 17.00                                   |
| sv. Rocha                         | Žebrák     |                                                                                           |
| sv. Martina, v nemocnici          | Žebrák     |                                                                                           |
| sv. Bartoloměje                   | Točník     | so 10.00 pouze poslední sobota v srpnu                                                    |

## Osoby ve farnosti
Zdzisław Ciesielski, administrátor